# BattleTech (компьютерная игра)
BattleTech — компьютерная игра в жанре пошаговой стратегии, разработанная американской студией Harebrained Schemes и выпущенная компанией Paradox Interactive для платформ Microsoft Windows, Linux и macOS в 2018 году. Разработка игры была профинансирована из собственных средств разработчиков и из средств, собранных с помощью краудфандинга через сайт Kickstarter. Игра входит в медиафраншизу BattleTech; её действие происходит в вымышленной вселенной настольной игры Classic BattleTech во время войны между космическими феодальными домами.

## Описание
Игрок принимает на себя роль командира наемного отряда, использующего для сражений шагающие боевые машины — мехи. Эти наемники сражаются в многочисленных конфликтах Внутренней Сферы, выполняя различные миссии для разных заказчиков: они могут, например, уничтожать базы пиратов, расправляться с повстанцами, спасать похищенных ученых, красть прототипы военной техники.
Бои проходят в пошаговом режиме, и быстрые маленькие мехи в общем порядке ходов ходят раньше, чем медленные большие. В отличие от игр наподобие XCOM или Fire Emblem, в Battletech нет системы укрытий, за которыми можно спрятаться, или возможности лечения прямо во время битвы: мехи сходятся на расстояние выстрела и расстреливают друг друга, и отремонтировать повреждённые мехи можно лишь между сражениями. На каждый мех можно установить множество видов оружия — например, ракет или лазеров; они стреляют одновременно, и вероятность попадания рассчитывается отдельно для каждого вида оружия. Тем не менее, игра включает механику «уклонения»: чем большее расстояние мех преодолел за ход, тем труднее врагам по нему попасть — передвинутый мех в рамках правил считается движущейся целью, хотя игра представляет собой пошаговую стратегию, и в конце хода фигурка меха стоит на месте. Окружение, в котором находится мех — например, лес или радиоактивные зоны — также может снизить получаемый урон. Обычно на полях боя врагов вдвое больше, чем собственных мехов игрока, и игрок заинтересован в том, чтобы уничтожать противников поодиночке, концентрируя на них огонь нескольких мехов.
Игрок может настраивать мехов в отряде («копье») по своему усмотрению: разные мехи имеют разную конструкцию, и игрок в промежутках между миссиями может навешивать на них разное оружие, даже выбирать толщину брони отдельно на каждой конечности. Разные виды оружия имеют свои сильные слабые стороны: например, ракеты с большой дальностью способны поражать цели даже вне прямой видимости меха, но мех может переносить лишь ограниченный запас таких ракет. Наоборот, число выстрелов из лазера не ограничено, но использование лазеров перегревает корпус — в случае перегрева машина остановится на месте и не сможет продолжать бой, пока не остынет. Множество моделей мехов и видов оружия позволяет игроку собирать разные комбинации, рассчитанные на разные тактики в бою — например, игрок может создать тяжёлую артиллерию, метко поражающую врагов издали, или крайне мобильную машину, которая может перелететь с помощью прыжкового двигателя за спину противнику и расстрелять его в упор залпом неточных, но многочисленных выстрелов. Игрок может купить новые, более тяжелые и мощные мехи или получить их в награду за победу в некоторых миссиях, но основной путь — уничтожать вражеские мехи и собирать их останки: из трёх уничтоженных мехов одного типа можно собрать новый.

## Дополнения
Дополнение Flashpoint, выпущенное 27 ноября 2018 года, добавляет в игру набор самостоятельных миссий-сценариев, которые не влияют на основную сюжетную линию, а также новые боевые мехи.
В Urban Warfare, выпущенном 4 июня 2019 года, были добавлены новые городские карты и функционал городского боя: масштабные разрушения, взаимодействие с окружающим миром, новые виды противников и дополнительные боевые мехи.
Heavy Metal, выпущенное 21 ноября 2019, добавляет в игру ещё восемь новых боевых мехов — особо больших и тяжелых машин с новыми системами вооружения, в том числе «мортирой», наносящей урон по площади. В этом дополнении также добавлена новая мини-кампания, посвящённая наёмному отряду «Волчьи Драгуны».

## История создания
Ряд сотрудников Harebrained Schemes ранее работал и над другими играми медиафраншизы; один из основателей студии, Джордан Вейсман, был создателем самой вселенной BattleTech, а его коллега Митч Гительман в своё время продюсировал игры MechCommander и MechAssault. По словам Вейсмана, поклонники вселенной BattleTech не раз просили его заняться созданием компьютерной игры на её основе, но Вейсман не мог заниматься игрой, пока авторские права находились в руках других компаний, и выжидал, когда пройдет достаточное время и права вернутся к нему автоматически. Как и ранее с играми Shadowrun Returns и Shadowrun: Hong Kong, Harebrained Schemes собрала деньги на создание Battletech с помощью краудфандинга через платформу Kickstarter; студия указала в качестве минимального бюджета — суммы, по достижении которой кампания бы считалась успешной — 250 тысяч долларов США, однако в итоге студии удалось собрать таким образом намного большую сумму — 3 984 457 долларов, включая пожертвования через PayPal. Эта сумма была почти равна доходам от краудфандинговых кампаний Shadowrun Returns и Shadowrun: Hong Kong вместе взятых, и больше, чем исходы других тогдашних краудфандинговых кампаний на Kickstarter — например, Oculus Rift, Сойлент или Kingdom Come: Deliverance.

## Оценки, продажи и награды
| Сводный рейтинг       | Сводный рейтинг |
| Агрегатор             | Оценка          |
| --------------------- | --------------- |
| GameRankings          | 78,68 %         |
| Metacritic            | 80/100          |
| «Критиканство»        | 76/100          |
| Иноязычные издания    |                 |
| Издание               | Оценка          |
| IGN                   | 7/10            |
| PC Gamer (US)         | 85 %            |
| Русскоязычные издания |                 |
| Издание               | Оценка          |
| Riot Pixels           | 72 %            |
| «Игромания»           | 6,5/10          |
| «Игры Mail.ru»        | 7,5/10          |
| «Канобу»              | 7/10            |
| «Мир фантастики»      | 7/10            |

Игра получила в целом положительные оценки критики; обозреватели высоко оценивали тактические сражения и менеджмент мехов, но критиковали многочисленные технические проблемы.
Летом 2018 года, благодаря уязвимости в защите Steam Web API, стало известно, что точное количество пользователей сервиса Steam, которые играли в игру хотя бы один раз, составляет 289 619 человек.